# Alderbury
Alderbury est une paroisse civile et un village du Wiltshire, en Angleterre.